# Кумба (Камерун)
Ку́мба (фр. Kumba) — город на юго-западе Камеруна. Важный региональный транспортный центр. Железной дорогой связан с Дуалой, автодорогами с Буэа (на юге), Мамфе (на севере), Бафангом (на северо-востоке) и Дуалой (на юго-востоке).
Также Кумба является важным торговым центром. В городе производится пальмовое масло, выращиваются бананы (в том числе, банан райский), каучук, чай, какао (главная экспортная культура). В сельскохозяйственной, строительной и лесозаготовительной промышленностях в качестве сырья используют сельскохозяйственные культуры и лесные ресурсы.
В городе расположены госпиталь, медицинский исследовательский институт, духовная семинария Пресвитерианской церкви Камеруна.
В окрестностях Камбы расположено большое число водопадов и озеро Баромби Мбо, в нескольких километрах к западу — вулканическое озеро.
| Показатель                    | Янв. | Фев. | Март  | Апр.  | Май   | Июнь  | Июль  | Авг.  | Сен.  | Окт.  | Нояб. | Дек. | Год    |
| ----------------------------- | ---- | ---- | ----- | ----- | ----- | ----- | ----- | ----- | ----- | ----- | ----- | ---- | ------ |
| Средний суточный максимум, °C | 29,8 | 31,0 | 30,8  | 30,4  | 29,7  | 28,2  | 26,7  | 26,5  | 27,6  | 28,5  | 29,1  | 29,6 | 29,0   |
| Средняя температура, °C       | 24,8 | 25,4 | 25,8  | 25,6  | 25,2  | 24,2  | 23,3  | 23,2  | 23,8  | 24,3  | 24,8  | 24,8 | 24,6   |
| Средний суточный минимум, °C  | 19,7 | 19,9 | 20,8  | 20,7  | 20,7  | 20,3  | 19,9  | 19,8  | 20,0  | 20,2  | 20,4  | 20,0 | 20,2   |
| Норма осадков, мм             | 22,8 | 51,3 | 143,9 | 196,8 | 247,7 | 367,7 | 544,3 | 551,4 | 461,3 | 335,8 | 113,1 | 21,9 | 3055,0 |
| Источник: ,                   |      |      |       |       |       |       |       |       |       |       |       |      |        |